# Novum Testamentum Graece
Novum Testamentum Graece és el nom llatí de la versió grega del Nou Testament. La primera edició impresa fou produïda per Erasme de Rotterdam. Avui la designació Novum Testamentum Graece es refereix normalment a les edicions del Nestle-Aland, anomenat després dels erudits que dirigí el treball crític de la redacció. El text, redactat per l'Institut für Neutestamentliche Textforschung és actualment en la seva edició vigèsima sèptima, abreviació NA27. NA27 és utilitzat com la base de la majoria de les traduccions contemporànies del Nou Testament, així com l'estàndard pel treball acadèmic en estudis del Nou Testament.